# J'ai bien l'honneur
Pour plus de détails, voir Fiche technique et Distribution.
J'ai bien l'honneur est un téléfilm français réalisé par Jacques Rouffio et diffusé dans le cadre de la série télévisée Série noire le 28 avril 1984 sur TF1.

## Synopsis
Arrêté en France pour vol de tableaux, le bandit Mike Parker (Eddie Constantine) s’évade et retourne à New York. Vingt ans plus tard, il revient clandestinement en France et monte un audacieux vol avec l'aide d'une ancienne maîtresse, la Baronne (Mylène Demongeot), qui devient sa complice.

## Fiche technique
- Titre français : J'ai bien l'honneur
- Réalisation : Jacques Rouffio
- Scénario : Jacques Rouffio et Jacques Kirsner d'après le roman éponyme d’Yvan Dailly
- Musique : Pierre Papadiamandis
- Pays d'origine : France
- Format : Couleurs
- Genre : Film de casse, policier
- Date de sortie : 1984

## Distribution
- Eddie Constantine : Mike Parker
- Mylène Demongeot : la Baronne
- Paul Blain : Charlie
- Marie Wiart : Josette Tolano
- Jacques Nolot : Villot
- Jean-Louis Richard : l'inspecteur Balmain
- László Szabó : Marco
- Jean Amos : un gardien
- Philippe Baudel : un vendeur
- Dominique Besnehard : un employé de la SNCF
- Aaron Bridgers : Harold
- Stéphane Bullot : le chauffeur de l’inspecteur Balmain
- Martine de Breteuil : la dame au chien
- Marc Henry : le prévenu
- Anne-Marie Jabraud : Valentine
- Roland Neunreuther
- Marc Vallée
- Dominique Verrier : Serge

## Autour du film
- Le pianiste américain Aaron Bridgers joue un rôle de musicien.

## Source
- Claude Mesplède  et Jean-Jacques Schleret (Éd. rév. de: SN, voyage au bout de la Noire), Les auteurs de la Série noire, 1945-1995, Nantes, Joseph K, coll. « Temps noir », 1996, 627 p. (ISBN 978-2-910-68611-6, OCLC 300207570), p. 521.